# Neriene obtusoides
Neriene obtusoides là một loài nhện trong họ Linyphiidae.
Loài này thuộc chi Neriene. Neriene obtusoides được Robert Bosmans & Rudy Jocqué miêu tả năm 1983.